# Tibetská mandala

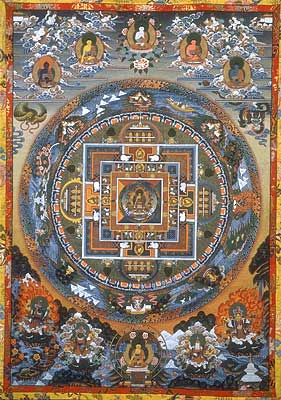
Tibetská mandala

Slovo mandala (sanskrt: मण्डल kolo, oblouk) znamená kruh nebo dokonce magický kruh; jelikož pochází ze staroindického obřadního jazyka sanskrtu, je mandala často spojována s východem a s Tibetem, centrem buddhismu. Ačkoliv se slovo mandala díky C. G. Jungovi rozšířilo do celého světa a dnes jsou takto označovány všechny kruhové ornamenty, stále je rozšířená představa, že jde pouze o výtvory mnichů klečících na podlaze a sypajících barevné obrazce.[zdroj?]
Jako tibetská mandala je u nás označována písková mandala, která se dodnes používá v Indii, Tibetu a Nepálu pro náboženské rituály. Je tvořena podle předem daných pravidel a obsahuje dané symboly. Jedná se o čtvercový obrazec obsahující kruh, tedy o jantru (kruh ve čtverci). Tato mandala se používá jako  nástroj vizuální meditace, jejímž cílem je dosáhnout osvícení a vystoupit z útrpného kola znovuzrozování, aby v dalším životě bylo možné žít na místě dokonalé krásy. K tomu je potřeba oprostit se od pozemských tužeb a lidského ega. Meditace s mandalou tak může přinést porozumění sobě samému i okolnímu vesmíru. 

## Tvoření tibetské mandaly
Dosud vznikly celé stovky mandal od meditačních, kosmologických, po léčivé a dodávající sílu a obsahující porozumění. Tyto mandaly obsahují tradičně stanovené tvary, které bývají při rituálních obřadech znázorňovány také trojrozměrně. Trojrozměrné mandaly vznikají jako vnitřní obraz meditujícího, který procházením několika patry mandal získává důležitá poučení o uspořádání světa.
Tibetské mandaly se vytvářejí jak v malém (např. jako namalované meditační pomůcky), tak ve velkém (např. jako půdorys chrámů) a tvoří spojení mezi božským (kruh) a polárním (čtverec). Kolo je symbolem nebe, transcendence, vnějších sil a nekonečna, kdežto čtverec představuje vnitřní síly, to, co je spojené s člověkem a zemí. Oba obrazce spojuje centrální bod, který je zároveň počátkem i koncem celého systému.
Tibetské mandaly jako symboly dokonalé rovnováhy a harmonie jsou tvořeny podle přísných pravidel. Jsou to obdélníkové obrazy na svinovacích plátnech znázorňující Buddhovo učení, koloběh života a duchovní průvodce nebo kruhové meditační mandaly kyil-khor. Ty znázorňují cestu za osvícením, za středem mandaly. Vrcholem tibetských mandal ve fyzickém světě je však písečný obraz „dul-tson-kyll-khor“ neboli „mandala barevných prášků“.

### Sypané mandaly
Mandaly lze tvořit různým způsobem. Jedním z nich je tvorba z obarveného písku, rýžové mouky či jiného sypkého materiálu. Jejich tvorba vyžaduje velkou pečlivost a trpělivost, čímž představuje určitý rituál. Mandala je vytvářena obvykle při příležitosti nějaké slavnosti či obřadu a její forma se řídí smyslem a významem příležitosti, ke které je vytvářena. Tvůrce na jejím povrchu vyjadřuje geometrickými obrazci a pro zasvěcené srozumitelnými symboly svoje vidění světa, přírodních sil, koloběhu života, astrologických znamení, božstev i svoje nejniternější náboženské vyznání. Při ukončení slavnosti nebo obřadu, pro který byla mandala vytvořena, je tato veřejně smetena a vržena do řeky, nebo rozprášena po větru.

## Symboly tibetské mandaly
Čtyři brány otevírající se do čtyřech hlavních světových stran (vzpomeňte si na doporučení spát v ose sever-jih, hlavou k severu), směřují ke všemu, co leží mimo naše vědomí, k tomu, co je mimo naši kontrolu, v temnotě, co je ale dosažitelné pomocí různých symbolických hrozných postav – démonů. Proto jsou brány často „střeženy“ hrozitánsky vyhlížejícími strážci (jmenují se vighnánatakové, přičemž vigná je překážka, tedy ničitelé překážek), kteří nás chrání jak před zlými a nečistými silami zevnitř, ale také před zlými silami v místě, kde konáme rituál mandaly.
Mandaly jsou živou formou abstraktního ornamentu, která je sice dnes na hony vzdálena původní symbolice a účinku buddhistických děl, ale žije si svým novým uměleckým životem.